# Выборы губернатора Ярославской области (2017)
Выборы губернатора Ярославской области состоялись в Ярославской области 10 сентября 2017 года в единый день голосования. Губернатор избирался сроком на 5 лет. Данные выборы стали первыми выборами с 2003 года (в 2006, 2007 и 2012 годах губернатор назначался Ярославской областной думой по представлению президента РФ).
На 1 января 2017 года в Ярославской области было зарегистрировано 1 027 123 избирателя.
Председатель Избирательной комиссии Ярославской области — Олег Захаров.

## Предшествующие события
Предыдущие выборы губернатора Ярославской области прошли в 2003 году. На них победил Анатолий Лисицын, руководивший регионом с 1991 года. 2 ноября 2006 года в ходе заседания Государственной думы Ярославской области по представлению Президента РФ Владимира Путина был подтверждён в должности губернатора.
13 декабря 2007 года Анатолий Лисицын официально объявил о принятом решении стать депутатом Государственной думы Российской Федерации. Губернатором был назначен Сергей Вахруков.
28 апреля 2012 года Вахруков досрочно отправлен президентом Дмитрием Медведевым в отставку, его обязанности были возложены на заместителя губернатора Ярославской области Сергея Ястребова. 5 мая Ярославская областная дума утвердила Ястребова на пост губернатора Ярославской области.
28 июля 2016 года Ястребов ушёл в отставку по собственному желанию. Временно исполняющим обязанности губернатора Ярославской области до выборов был назначен Дмитрий Миронов.

### Ключевые даты
- 6 июня 2017 года Ярославская областная дума назначила выборы на 10 сентября 2017 года (единый день голосования)[7].
  - 14 июня опубликован расчёт числа подписей, необходимых для регистрации кандидата[8].
  - с 6 июня по 1 июля — период выдвижения кандидатов[9].
  - агитационный период начинается со дня выдвижения кандидата и прекращается за одни сутки до дня голосования.
- со 2 по 6 июля — представление документов для регистрации кандидатов, к заявлениям должны прилагаться листы с подписями муниципальных депутатов[9].
- 9 сентября — день тишины.
- 10 сентября — день голосования.

## Выдвижение и регистрация кандидатов
В Ярославской области кандидаты выдвигаются только политическими партиями, имеющими право участвовать в выборах.
Каждый кандидат при регистрации должен представить список из трёх человек, один из которых, в случае избрания кандидата, станет представителем правительства региона в Совете Федерации.

### Муниципальный фильтр
Незадолго до выборов, в апреле 2017 года, Ярославская областная дума снизила муниципальный фильтр с 8 % до 5 %, что является минимальным значением в соответствии с федеральным законом о выборах № 67-ФЗ. Таким образом на период выборов кандидаты должны собрать подписи 5 % муниципальных депутатов и глав муниципальных образований. Среди них должны быть подписи депутатов районных и городских советов и (или) глав районов и городских округов в количестве 5 % от их общего числа. При этом подписи нужно получить не менее чем в трёх четвертях районов и городских округов. По расчёту избиркома, каждый кандидат должен собрать от 62 до 65 подписей депутатов всех уровней и глав муниципальных образований, из которых от 20 до 22 — депутатов райсоветов и советов городских округов и глав районов и городских округов не менее чем 15 районов и городских округов области.
До 6 июля подписи предоставили 5 кандидатов: врио губернатора Дмитрий Миронов («Единая Россия»), депутат собрания представителей Переславского района Андрей Ватлин (ЛДПР), депутаты облдумы Сергей Балабаев (ПАРНАС) и Михаил Парамонов (КПРФ) и безработный житель Вологды Кирилл Панько («Коммунисты России»). Кандидат от «Яблока» смог собрать необходимые 5 % подписей муниципальных депутатов, но не в 15 районах и городских округах, как того требует областное законодательство, а в меньшем числе муниципалитетов.

## Кандидаты
| Кандидат         | Должность (на момент выдвижения)                                                                                        | Партия выдвижения | Подписи, статус                                            | Кандидаты в Совет Федерации                         |
| ---------------- | --- | ----------------- | ---------------------------------------------------------- | --------------------------------------------------- |
| Сергей Балабаев  | депутат Ярославской областной думы                                                                                      | ПАРНАС            | 64 подписи, зарегистрирован                                | Сергей Сковородкин Любовь Чаркина Виктор Тябус      |
| Андрей Ватлин    | руководитель отдела развития ООО «ФОРА-КОНСАЛТИНГ», депутат Собрания представителей Переславского муниципального района | ЛДПР              | 64 подписи, зарегистрирован                                | Дмитрий Гаврилов Денис Кукушкин Марина Дьячевская   |
| Олег Виноградов  | председатель регионального отделения партии                                                                             | Яблоко            | отказано в регистрации (не преодолел муниципальный фильтр) | Евгения Тишковская Евгений Майн Александр Ковалёв   |
| Дмитрий Миронов  | врио губернатора Ярославской области                                                                                    | Единая Россия     | 65 подписей, зарегистрирован                               | Александр Грибов Игорь Каграманян Александр Русаков |
| Кирилл Панько    | временно неработающий                                                                                                   | Коммунисты России | 64 подписи, зарегистрирован                                | Сергей Кавин Станислав Смирнов Геннадий Фёдоров     |
| Михаил Парамонов | депутат Ярославской областной думы                                                                                      | КПРФ              | 65 подписей, зарегистрирован                               | Александр Воробьёв Елена Кузнецова Эльхан Мардалиев |

## Социологические исследования
| Опрос                             | Явка | Миронов | Парамонов | Балабаев | Ватлин | Панько | Испорчу бюллетень | Не пойду на выборы | Затруднились ответить |
| --------------------------------- | ---- | ------- | --------- | -------- | ------ | ------ | ----------------- | ------------------ | --------------------- |
| ВЦИОМ, 10-20 августа 2017         | -    | 55 %    | 3 %       | 2 %      | 1 %    | 0 %    | 1 %               | 13 %               | 24 %                  |
| ВЦИОМ прогноз, 10-20 августа 2017 | -    | 66,1 %  | 12,2 %    | 12,4 %   | 4,6 %  | 0,9 %  | 3,8 %             | -                  | -                     |

## Итоги выборов

Карта явки на выборы.

Избирателям было выдано 346 097 бюллетеней, таким образом явка избирателей составила 33,87 %.
| Явка избирателей                                      | Явка избирателей                                      | Явка избирателей | Явка избирателей |
| ----------------------------------------------------- | ----------------------------------------------------- | ---------------- | ---------------- |
| Число избирателей, включённых в список избирателей    | Число избирателей, включённых в список избирателей    | 1 021 588        | 100 %            |
| Из них приняли участие в выборах (выдано бюллетеней)  | Из них приняли участие в выборах (выдано бюллетеней)  | 346 097          | 33,88 %          |
| Из принявших участие в выборах проголосовали досрочно | Из принявших участие в выборах проголосовали досрочно | 0                | 0 %              |
| Процент испорченных бюллетеней                        |                                                       |                  |                  |
| Приняли участие в голосовании (возвращено бюллетеней) | Приняли участие в голосовании (возвращено бюллетеней) | 345 867          | 100 %            |
| Из них действительных бюллетеней                      | Из них действительных бюллетеней                      | 338 722          | 97,93 %          |
| Из них недействительных бюллетеней                    | Из них недействительных бюллетеней                    | 7145             | 2,07 %           |
| Распределение голосов:                                |                                                       |                  |                  |
| 1.                                                    | Дмитрий Миронов (Единая Россия)                       | 274 328          | 79,32 %          |
| 2.                                                    | Михаил Парамонов (КПРФ)                               | 29 763           | 8,61 %           |
| 3.                                                    | Сергей Балабаев (ПАРНАС)                              | 20 328           | 5,88 %           |
| 4.                                                    | Андрей Ватлин (ЛДПР)                                  | 10 053           | 2,91 %           |
| 5.                                                    | Кирилл Панько (Коммунисты России)                     | 4250             | 1,23 %           |
| Число действительных бюллетеней                       | Число действительных бюллетеней                       | 338 722          | 100 %            |

Выборы выиграл Дмитрий Миронов, набравший 79,32 % голосов избирателей.
19 сентября 2017 года он вступил в должность губернатора. Церемония инаугурации прошла в Ярославле в концертно-зрелищном центре «Миллениум». В тот же день Миронов назначил сенатором от правительства Ярославской области Игоря Каграманяна, который до этого был заместителем министра здравоохранения РФ Вероники Скворцовой.. Ранее правительство Ярославской области в Совете Федерации представлял Виктор Рогоцкий.